# Douglas Lowe
Douglas Lowe (Reino Unido, 7 de agosto de 1902-30 de marzo de 1981) fue un atleta británico, especialista en la prueba de 800 m en la que llegó a ser campeón olímpico en 1928.

## Carrera deportiva
En los JJ. OO. de París 1924 ganó la medalla de oro en los 800 metros, superando al suizo Paul Martín y al estadounidense Schuyler Enck (bronce).
Cuatro años después, en los JJ. OO. de Ámsterdam 1928 volvió a ganar la medalla de oro en los 800 metros, empleando un tiempo de 1:51.8 segundos que fue récord olímpico, llegando a meta por delante del sueco Erik Byléhn y del alemán Hermann Engelhard (bronce).